# Contratto collettivo aziendale di lavoro
Un contratto aziendale di lavoro, in Italia, è un contratto collettivo stipulato fra il datore di lavoro e le rappresentanze sindacali aziendali e/o unitarie.

## Caratteristiche
Nell'ordinamento italiano, il contratto aziendale non è esigibile per via giudiziaria dalle parti sociali. Salvo diversa indicazione in un accordo fra sindacati con vecchi e nuovi proprietari dell'impresa, il contratto aziendale diviene non applicabile in caso di modifica della titolarità dell'azienda (per fusione, acquisizione, cessione di ramo), anche se si tratta di cambio formale riconducibile in sostanza al medesimo datore. In particolare, il personale esternalizzato perde eventuali superminimi individuali e collettivi.
Questo accordo è detto clausola di salvaguardia sociale, e può prevedere la sola conservazione dei posti lavoro (clausola di salvaguardia occupazionale) ovvero anche la continuità del precedente contratto aziendale (clausola di salvaguardia contrattuale).

## Cronologia

### 2011
L'Accordo Interconfederale del 28 giugno 2011, sottoscritto in via definitiva il 21 settembre da Confindustria, CGIL, CISL, UIL e dai sindacati di categoria metalmeccanici (eccetto la FIOM) introduce delle novità in merito alla questione della rappresentanza-rappresentatività sindacale, all'efficacia del contratto aziendale e al suo rapporto con gli altri contratti collettivi:
- relazione gerarchica fra la fonte collettiva nazionale e territoriale, e quella aziendale: il CCNL nazionale ha la funzione di garantire trattamenti economici e normativi uguali per tutti i lavoratori di un settore ovunque impiegati (art. 2), e la contrattazione aziendale si esercita per le materie delegate dal CCNL nazionale o dalla legge (art. 3), ovvero per le materie concorrenti contratto nazionale-aziendale, in quanto derogabili da quello aziendale.
- ampia derogabilità del contratto nazionale, nella parte normativa: in situazione di crisi o per nuovi investimenti, gli accordi aziendali possono derogare il contratto nazionale <<per la disciplina della prestazione lavorativa, gli orari o l'organizzazione del lavoro>>, senza un limite temporale di validità (art. 7).  Tuttavia, non viene meno una gerarchia tra le fonti collettive, in quanto il contratto aziendale può derogare quello nazionale soltanto con la firma dei sindacati territoriali (oltre alle RSA/RSU), che più direttamente rispondono alle rappresentanze nazionali; inoltre si rinvia al rinnovo dei contratti collettivi nazionali, che può introdurre altre limitazioni alla derogabilità. È esclusa la derogabilità della parte economica.
- clausola di tregua sindacale: i contratti collettivi aziandali possono prevedere il divieto di sciopero, valido per tutta la durata fino al successivo rinnovo. La clausola di tregua sindacale vincola i sindacati aziendali (RSA ed RSU) a non indire scioperi, non i lavoratori che conservano il diritto a partecipare a scioperi indetti dalle rappresentanze sindacali nazionali e territoriali (art. 6).
- efficacia erga omnes: i contratti aziendali per le parti economiche e normative sono efficaci per tutto il personale in forza, e tutte le associazioni sindacali firmatarie dell'Accordo Interconfederale operanti in azienda (art. 3).
- rappresentanza e rappresentatività aziendale: il contratto aziendale è valido se:
  - è firmato dalla maggioranza dei componenti delle rappresentanze sindacali unitarie elette (art. 3);
  - è firmato dalle rappresentanze aziendali (RSA) che abbiano la maggioranza delle deleghe sindacali raccolte in azienda (art. 4);
  - non è sottoposto a referendum abrogativo di tutti i lavoratori, ovvero non è raggiunto il quorum del 50%+1 degli aventi diritto: il referendum può essere richiesto entro 10 giorni dall'accordo, da una RSA non firmataria oppure con la firma del 30% dei lavoratori in forza (art. 4).

Si evidenziano alcuni aspetti di rilievo non disciplinati, e alcune differenze rispetto ad altri Paesi europei:
- clausola di tregua sindacale: diversamente da altri Paesi (es. Germania), la clausola di tregua sindacale non è subordinata alla rinuncia da parte del datore all'apertura di procedure di licenziamento collettivo;
- efficacia degli accordi sottoscritti dalle RSA: non è prevista una soglia minima di rappresentatività rispetto al totale dei lavoratori in forza in azienda, cui si applica l'accordo, benché la maggioranza dei lavoratori (non conteggiata) potrebbe non essere iscritta ad alcun sindacato e non avere autorizzato alcuna ritenuta in busta paga;
- segretezza del voto: non sono previste garanzie minime di segretezza del voto nell'elezione della RSA, RSU e nei referendum abrogativi;
- referendum abrogativo: non è previsto il referendum abrogativo parziale, vale a dire per singoli articoli dell'accordo aziendale, né per accordi sottoscritti dalla RSU. Il referendum abrogativo non esplica un effetto vincolante per un certo periodo di tempo (al contrario ad esempio dei referendum nazionali che vincolano per 10 anni dall'approvazione di leggi ad essi in antitesi): nulla vieta alle RSU di firmare un contratto aziendale invariato e successivo ad un referendum abrogativo.

### 2013
L'Accordo Interconfederale del 31 maggio 2013 stabilisce che la rappresentanza viene determinata dalla media semplice delle percentuali relative:
- dei voti nelle elezioni della RSU, per i soli sindacati firmatari dell'accordo;
- del numero di deleghe sindacali certificate dall'INPS, per qualsiasi associazione sindacale.

Il Consiglio Nazionale dell'Economia e del Lavoro aggrega i due dati e calcola la rappresentanza di ogni associazione sindacale.
È ammessa al rinnovo dei contratti l'associazione sindacale che ha almeno il 5% di rappresentanza.
Il contratto è valido per tutti se firmato da sindacati che hanno complessivamente il 50% + 1 della rappresentanza, e dopo referendum approvativo dei lavoratori (certificato e a maggioranza semplice).